# Krešo Golik
Krešimir "Krešo" Golik (Fužine, 20 de maig de 1922 - Zagreb 20 de setembre de 1996) va ser un director i guionista de cinema i televisió croat. En una carrera creativa que abasta cinc dècades entre finals dels anys quaranta i finals dels anys vuitanta, Golik va dirigir una sèrie de llargmetratges, temes breus i sèries de televisió d'aclamada crítica.
Va treballar gairebé exclusivament a les companyies de producció Jadran Film, Zagreb Film and Croatia Film, Golik és considerat com un dels directors més importants del cinema croat i la seva comèdia de 1970 Tko pjeva zlo ne misli (Una cançó al dia manté el mal lluny) és considerada com la millor pel·lícula croata mai feta.

## Biografia
Va fer els seus estudis primaris a Fužine, i després va estudiar disseny gràfic als gymnasium de Senj i Zagreb. Va treballar com a periodista esportiu a Ràdio Zagreb i director de telenotícies a Jadran Film. El 1947 Golik va iniciar la seva carrera professional en cinema. El seu primer llargmetratge va ser Plavi 9 (Blau 9, 1950). Aquesta pel·lícula és una estranya barreja d'èpica industrial d'estil soviètic, comèdia romàntica i pel·lícula de futbol. És famós per les seqüències de futbol magníficament dirigides. Després del llançament es va convertir ràpidament en el major gran èxit del llavors jove cinema iugoslau.
Durant els anys 50 Golik també va dirigir Djevojka i hrast (La jove i el roure, 1955). A principis dels anys seixanta, un historiador va revelar accidentalment que Golik treballava com a periodista durant el règim pronazi dels Ústaixa. A causa d'aquesta revelació, a Golik se li va prohibir dirigir gairebé durant una dècada, però va continuar treballant com a assistent. La seva rehabilitació va ser marcada pel documental antològic Od 3 do 22 (Del 3 al 22, 1966), un dels millors documentals de l'"onada negra" iugoslava.
Les seves pel·lícules de comèdia melodramàtica Imam dvije mame i dva tate (Tinc dues mares i dos pares, 1968) i Tko pjeva zlo ne misli (Una cançó al dia manté el mal lluny, 1970) van ser el puntal de la seva carrera, que representaven amb humor la classe mitjana de Zagreb sota el comunisme i entre les guerres mundials, respectivament. Aquestes dues pel·lícules (especialment aquesta darrera) han estat incloses regularment entre les 10 millors pel·lícules croates de tots els temps, tant de crítica com de públic. "Tko pjeva zlo..." es considera la pel·lícula més popular sobre Zagreb, i la seva popularitat va ser tan enorme que una cadena de menjar ràpid va contenir el nom dels personatges de la pel·lícula.
Golik també va tenir molt èxit a la televisió. Va fer pel·lícules i drames de televisió. El seu major èxit a la televisió va ser una altra comèdia: Gruntovčani, una sèrie sobre la vida de vilatans a la regió croata de Podravina. Va ser rodat en dialecte kajkavià nord-occidental. L'èxit de la sèrie va animar el renaixement de l'ús dels dialectes en la cultura croata contemporània.
Des de 1979 fins a la seva jubilació el 1989, va exercir la direcció de cinema a l'Acadèmia d'Art Dramàtic de la Universitat de Zagreb i va rebre el premi Vladimir Nazor per la seva carrera. Krešo Golik va morir a Zagreb el setembre de 1996.
Tot i que havia fet alguna obra artísticament més pretensiosa, Kreško Golik és més famós per les seves pel·lícules lleugeres, entretingudes i serioses. Aquesta és la raó per la qual sovint és comparat amb Billy Wilder i Ernst Lubitsch. Atípicament en un autor d'Europa de l'Est, Golik és un hàbil animador, mestre de la ironia, director que representa els seus personatges amb humor sentimental. És el director de cinema més popular de Croàcia i sovint considerat com el millor representant de la mentalitat de la classe mitjana croata.

## Filmografia
- Plavi 9 (1950; director i guionista)
- Djevojka i hrast (1955; director)
- Kala (1958; director)
- Martin u oblacima (1961; guionista)
- Prekobrojna (1962; guionista)
- Nikoletina Bursać (1964; guionista)
- Imam dvije mame i dva tate (1968; director i guionista)
- Tko pjeva zlo ne misli (1970; director i guionista)
- Živjeti od ljubavi (1973; director i guionista)
- Razmeđa (1973; director)
- Pucanj (1977; director)
- Ljubica (1978; director)
- Vila Orhideja (1988; director i guionista)